# مانثانيدا
بلدية مانثانيدا (بالإسبانية: Manzaneda) هي بلدية تقع في مقاطعة أورينسي التابعة لمنطقة غاليسيا شمال غرب إسبانيا.

## الديموغرافيا
بلغ عدد سكان بلدية مانثانيدا 1.006 نسمة عام 2011 (وفقاً للمعهد الوطني للإحصاء الإسباني).
| 1.417 | 1.308 | 1.204 | 1.113 | 1.069 | 1.028 | 1.006 |